# Parepilysta
Parepilysta is een kevergeslacht uit de familie van de boktorren (Cerambycidae). De wetenschappelijke naam van het geslacht werd voor het eerst geldig gepubliceerd in 1939 door Breuning.

## Soorten
Parepilysta omvat de volgende soorten:
- Parepilysta borneana Breuning, 1961
- Parepilysta enganensis Breuning, 1970
- Parepilysta luzonica Breuning, 1956
- Parepilysta mindoroensis Breuning, 1947
- Parepilysta ochreoguttata Breuning, 1961
- Parepilysta papuana Breuning, 1956
- Parepilysta sedlaceki Breuning, 1976
- Parepilysta semperi Breuning, 1966
- Parepilysta striatipennis Breuning, 1949
- Parepilysta basigranosa (Schwarzer, 1931)
- Parepilysta granulipennis (Breuning, 1939)
- Parepilysta granulosa Breuning, 1939
- Parepilysta puncticollis Breuning, 1965
- Parepilysta strandi Breuning, 1939
- Parepilysta subfasciata (Schwarzer, 1931)
- Parepilysta wiedenfeldi Breuning, 1961
- Parepilysta woodlarkiana Breuning, 1976